# Báo và phát thanh, truyền hình Huế
Báo và phát thanh, truyền hình Huế (tiếng Anh: Hue Newspaper and radio, television, viết tắt: HUETV) là đơn vị sự nghiệp thuộc thành ủy Huế.

## Lịch sử
Ngày 29 tháng 3 năm 1975, thành lập Đài Phát thanh Thừa Thiên Huế.
Ngày 29 tháng 6 năm 1998, UBND tỉnh Thừa Thiên Huế ban hành Quyết định số 1180/1998/QĐ-UB về việc đổi tên Đài Phát thanh Thừa Thiên Huế thành Đài Phát thanh Truyền hình Thừa Thiên Huế.
Ngày 1 tháng 1 năm 2008, kênh TRT sẽ đổi tên thành TRT1, cùng với kênh TRT2 lên sóng.
Ngày 2 tháng 9 năm 2014, thành lập kênh TRT trên cơ sở kênh TRT1 và kênh TRT2.
Năm 1999, nhạc hiệu chính thức của đài là bài hát Mùa xuân nho nhỏ (Sáng tác: Trần Hoàn, phổ thơ: Thanh Hải).
Đúng vào 19h45, ngày 19 tháng 5 năm 1999, TRT chính thức phát chương trình đầu tiên gồm các phần thời sự và ca nhạc.
Ngày 1 tháng 1 năm 2025, đổi tên Đài PT–TH Thừa Thiên Huế: TRT thành Đài PT–TH Huế: HUẾ tv.
Ngày 15 tháng 1 năm 2025, UBND thành phố Huế ban hành Quyết định số 110/QĐ-UBND về việc phê duyệt việc đổi tên và logo Đài Phát thanh và Truyền hình.
- Đổi tên Đài Phát thanh và Truyền hình tỉnh Thừa Thiên Huế thành Đài Phát thanh và Truyền hình Huế.
- Đổi logo Đài Phát thanh và Truyền hình tỉnh Thừa Thiên Huế: TRT thành Đài Phát thanh và Truyền hình Huế: HUETV.[7]

Ngày 7 tháng 2 năm 2025, UBND thành phố Huế ban hành Quyết định số 324/QĐ-UBND về việc phê duyệt đổi tên và logo Đài Phát thanh và Truyền hình và thay thế Quyết định số 110/QĐ-UBND ngày 15/01/2025 của Ủy ban nhân dân thành phố Huế về việc phê duyệt việc đổi tên và logo Đài Phát thanh và Truyền hình.
- Đổi tên Đài Phát thanh và Truyền hình tỉnh Thừa Thiên Huế thành Đài Phát thanh và Truyền hình Huế.
- Đổi logo Đài Phát thanh và Truyền hình tỉnh Thừa Thiên Huế: TRT thành Đài Phát thanh và Truyền hình Huế: HUETV.[9]

Từ 17h35, ngày 24 tháng 2 năm 2025, chính thức đổi tên kênh TRT thành HUETV.
Từ ngàu 1 tháng 7 năm 2025, Đài Phát thanh – Truyền hình Huế hợp nhất với Báo Huế ngày nay thành Báo và phát thanh, truyền hình Huế.

## Hạ tầng phát sóng

### Truyền hình
- HUETV (trước là kênh TRT và TRT1)
- TRT2 phát sóng từ ngày 1/1/2008 đến 1/9/2014.

### Thời lượng phát sóng
- HUETV
  - 06:00 - 23:00 hằng ngày (17/24h)
- TRT2 (1/1/2008-1/9/2014)